# قائم 114 (صاروخ مضاد للدروع)
قائم 114: (بالإنجليزية: Ghaem-114)‏ هو صاروخ مضاد للدروع جو_أرض موجه إيراني الصنع. من الممكن إطلاقه من عدة منصات لإصابة أنواع مختلفة من الأهداف. حيث يمكن إطلاقه من الطائرات بدون طيار أو المروحيات القتالية. مع إمكانية إستخدامه في الهجمات المضادة للدروع. يبلغ مداه 10 كيلومترات، وقادر على تدمير الأهداف الثابتة والمتحركة بمجموعة متنوعة من أجهزة الكشف الحرارية والتلفزيونية والليزرية. وهو أحدث سلاح يدخل في خدمة المروحيات الهجومية للقوات البرية التابعة للحرس الثوري الإيراني. يُذكَر أن جمهورية إيران تمتلك بالفعل واحدة من أكبر ترسانات الصواريخ الباليستية في منطقة الشرق الأوسط، إن لم تكن هي الأكبر بالفعل. وتمكنت إيران أيضاً من تطوير قدرتها على إطلاق الأقمار الصناعية المدنية منها والعسكرية كالقمر الصناعي العسكري الإيراني نور 1 و2. ويتراوح نظام جمهورية إيران الصاروخي بين أنواع متفاوتة المدى تتراوح ما بين 45 كيلومتراً إلى 10 آلاف كيلومتر. كما ويضم صواريخ باليستية، ومجنحة بعيدة المدى، إضافةً إلى صواريخ خارقة للدروع يمكن إستخدامها ضد أهداف بحرية. وبهذا تقع القارة الأوروبية وسواحل ألاسكا وأجزاء من آسيا في مرمى الصواريخ الإيرانية.

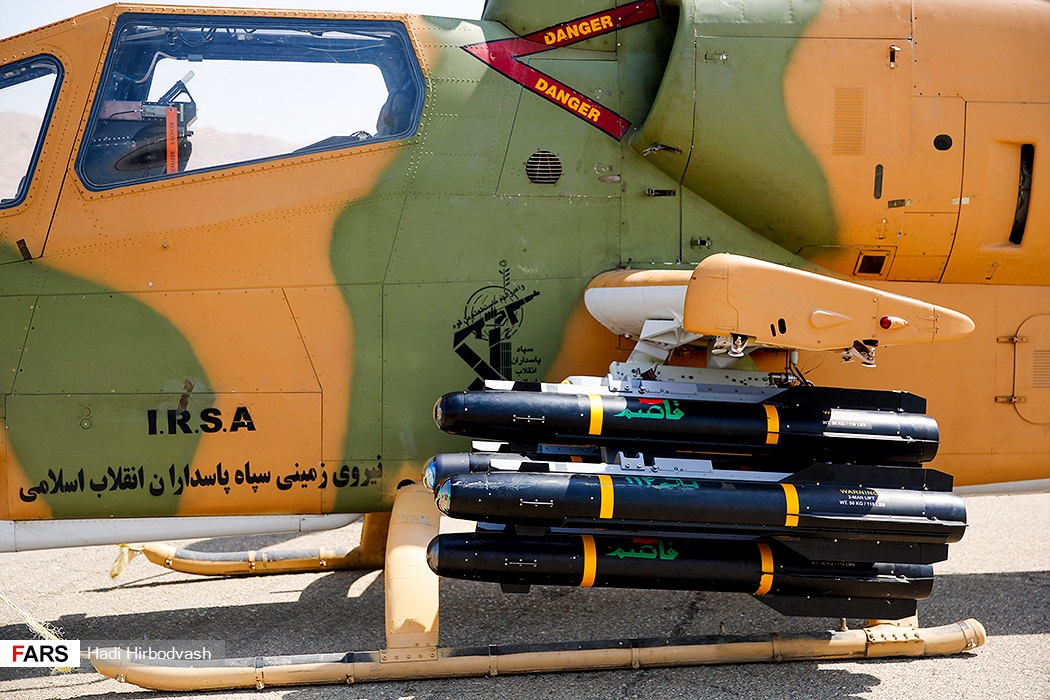
تزويد إحدى المروحيات القتالية الإيرانية بصواريخ قائم 114 إيرانية الصنع

## نبذة عن صاروخ قائم 114
يعتبر صاروخ قائم 114، صاروخ جو_أرض. في شهر نوفمبر من عام 2019م، وأثناء عرض الطائرة بدون طيار فطرس، تمت ولأول مرة مشاهدة صاروخ شبيه بصاروخ قائم 114 في جمهورية إيران. على الرغم من عدم الكشف عن أي معلومات حول هذا الصاروخ، إلا أن هذا الصاروخ قد يكون له نفس وظائف صاروخ هيلفاير لأن طائرة فطرس بها نظام توجيه بالليزر. وقبل أن يتم عرضه رسمياً على عامة الجمهور الإيراني، تم رصد صاروخ قائم 114 وحدث هذا قبل عام ،أي في عام 2018م. وكان الصاروخ جزءاً من معدات مروحية هوفانيروز 214 التابعة للحرس الثوري الإيراني، ثم مرة أخرى، كانت المعلومات حول الصاروخ ممفقودة إلى أن تم الإعلان الرسمي عنه عام 2021م.

## الإعلان الرسمي عن صاروخ قائم 114
أعلنت جمهورية إيران في عام 2021م، وبشكل رسمي عن صاروخ جديد تحت إسم (قائم 114). وذلك خلال مراسم تسلم القوات البرية التابعة للحرس الثوري في إيران. مجموعة جديدة ومتنوعة من الأسلحة والمعدات الدفاعية الإستراتيجية والحديثة إلى خدمة قواته البرية، في مجال الدروع والصواريخ والمركبات والطائرات المسيرة والمروحيات والحرب الإلكترونية إلى القوات البرية للحرس الثوري. وبحضور القائد العام للحرس الثوري الايراني اللواء حسين سلامي. حيث جرى الكشف عن صاروخ (قائم 114) أحدث سلاح يدخل في خدمة الطائرات المروحية للقوات البرية التابعة للحرس. بالإضافة إلى ذلك فقد تم الكشف عن النسخة الأرضية لصاروخ (الماس)، بعد عرض النسخة الجوية منه، والذي يتم إطلاقه من طائرات مسيرة من طراز أبابيل 3 إيرانية الصنع. ويعد الماس صاروخ مضاد للدروع (Top Attack) يبلغ مداه 8 كيلومترات. بالإضافة إلى مجموعة متنوعة من الأسلحة والمعدات تمت إضافتها إلى خدمة القوات البرية أهمها: تجهيز المروحيات الهجومية بصواريخ (قائم 114)، وأنظمة راجمات للصواريخ وطائرات مسيرة من طراز 113، إضافةً لطائرات مسيرة من طراز حنيف.

## مواصفات الصاروخ
تستمر جمهورية إيران في تطوير منظومتها الدفاعية خاصةً الصاروخية منها، معززةً بذلك قدرات جيشها وقواتها بوجه أي تهديد خارجي يستهدف أمنها القومي. ومن بين تلك الأنظمة الصاروخية التي قامت بتطويرها هي منظومة صواريخ قائم 114. والذي يتمتع بقوة تدميرية عالية، وهو صاروخ مضاد للدروع يبلغ مداه 10 كيلومتر، ولديه القدرة على تدمير الأهداف المتحركة والثابتة. ويزن (قائم 114) 50 كيلوغرام، فيما تبلغ زنة رأسه الحربي 15 كيلوغرام. وهو مزود بمجموعة متنوعة من أجهزة الكشف التلفزيونية والحرارية.

## أنظمة التوجيه في صاروخ قائم 114
تم عرض صورة لصاروخ قائم 114 تُظهِر 4 أنواع من هذا الصاروخ بأساليب توجيه مختلفة. وهذا يعني أن المتخصصين الإيرانيين تمكنوا من تصنيع وإنتاج صاروخ يمكن أن يكون له تطبيقات مختلفة وأداء جميع أنواع المهام في ظروف مختلفة، باستخدام طرق توجيه مختلفة. الصاروخ الأول على جانب الصف العلوي في الصورة، وهو صاروخ قائم -114، هو صاروخ يعمل بالحرارة بالأشعة تحت الحمراء. في طريقة الاستهداف هذه، يبحث الصاروخ بعد الإطلاق عن أهم شيء أمامه ويتحرك نحوه بمساعدة سهم مدمج في رأسه الحربي. وبالتالي يتم توجيه الصاروخ دون الإعتماد على منصة الإطلاق، باستخدام نظام توجيه داخلي، وبعد الإطلاق، لم يعد بحاجة إلى التوجيه من منصة الإطلاق. لهذا السبب يمكن للطائرة المروحية أو أي جهاز يَستَخدِم هذا النوع من الصواريخ مغادرة المنطقة بعد إطلاق أو إطلاق صاروخ ثاني. هذه الميزة تجعل منصة إطلاق الصواريخ أقل عرضة لأنظمة الدفاع وتوفر المزيد من الأمن لطائرات الهليكوبتر والطائرات بدون طيار، كما تجلب الموصلية الحرارية معها القدرة على إستخدام الصواريخ ليلاً وفي ظروف جوية مختلفة، وهي ميزة كبيرة في حروب اليوم.

## تجهيز المروحيات والطائرات بدون طيار بصاروخ قائم_114

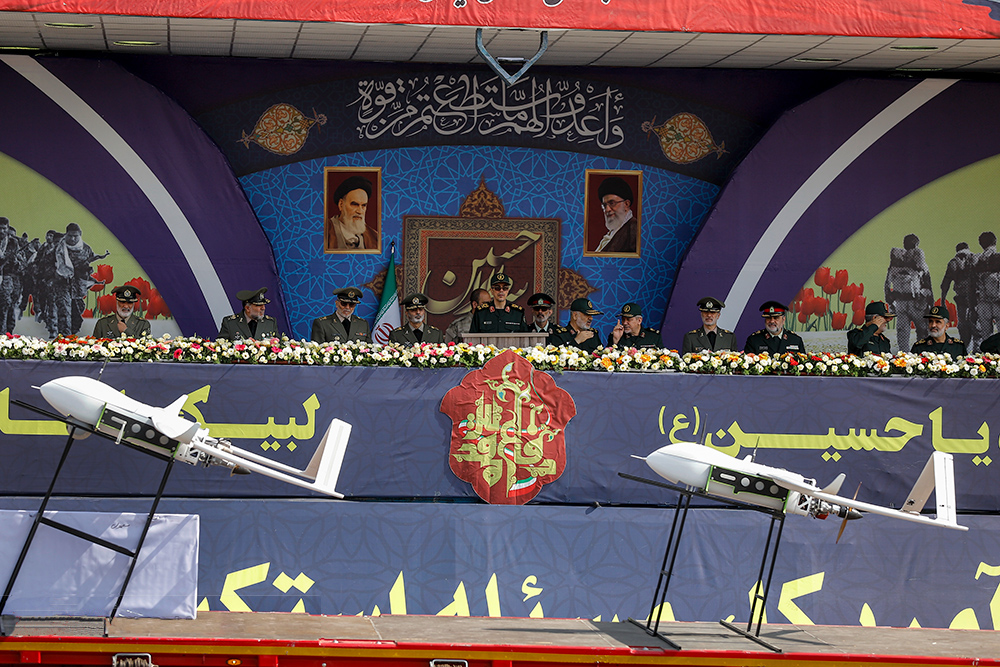
طائرة معراج الاستطلاعية

في عام 2021م، وخلال الإعلان عن صاروخ قائم 114 إيراني الصنع. تم الإعلان أيضاً عن تجهيز المروحيات الهجومية الإيرانية بصواريخ قائم 114، بالإضافة إلى مجموعة متنوعة من الطائرات الإيرانية بدون طيار. كطائرات معراج 113 المسيرة الإيرانية. وكذلك طائرات مسيّرة من طراز حنيف.

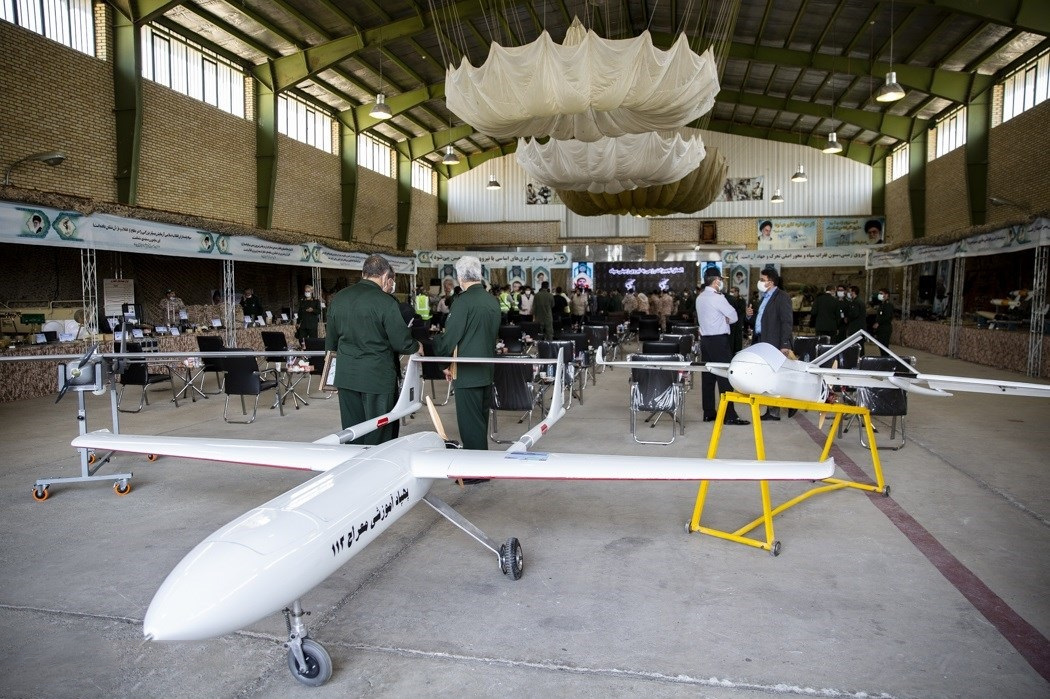
طائرة معراج الاستطلاعية الإيرانية التي تم تزويدها بصواريخ قائم 114

## ردود أفعال
إيران
وكالة أنباء فارس: أكدت وكالة أنباء فارس الإيرانية المقربة من الحرس الثوري، أن صاروخ قائم 114. هو صاروخ مضاد للدروع يبلغ مداه 10 كيلومترات، وقادر على تدمير الأهداف الثابتة والمتحركة بمجموعة متنوعة من أجهزة الكشف الحرارية والتلفزيونية والليزر.

## معرض الصور

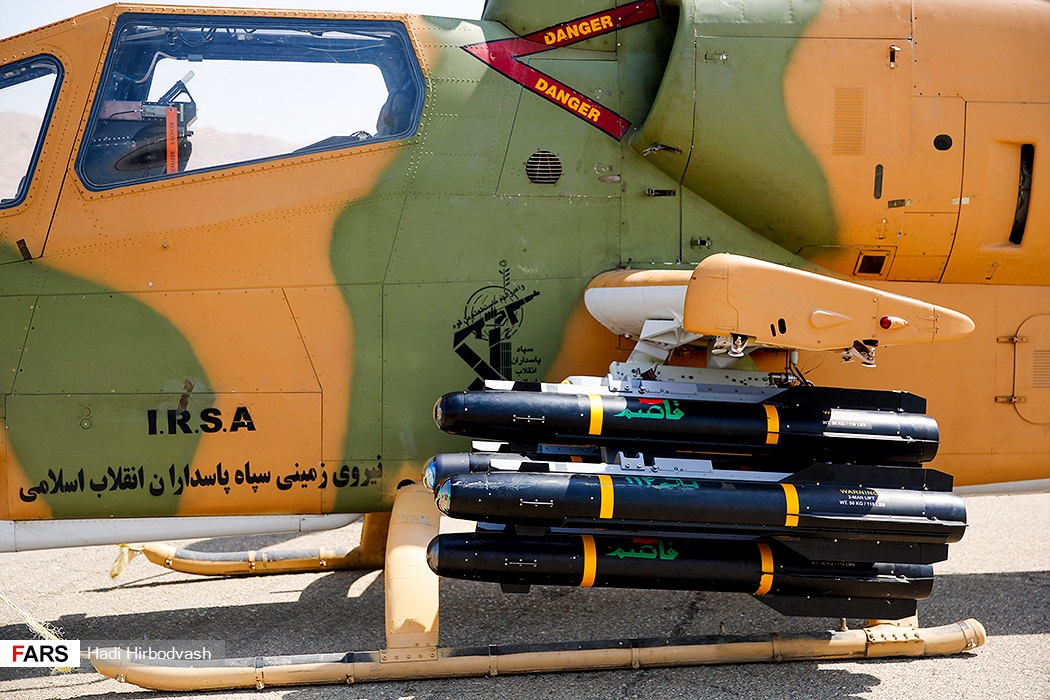
تزويد إحدى المروحيات القتالية الإيرانية بصواريخ قائم 114 إيرانية الصنع

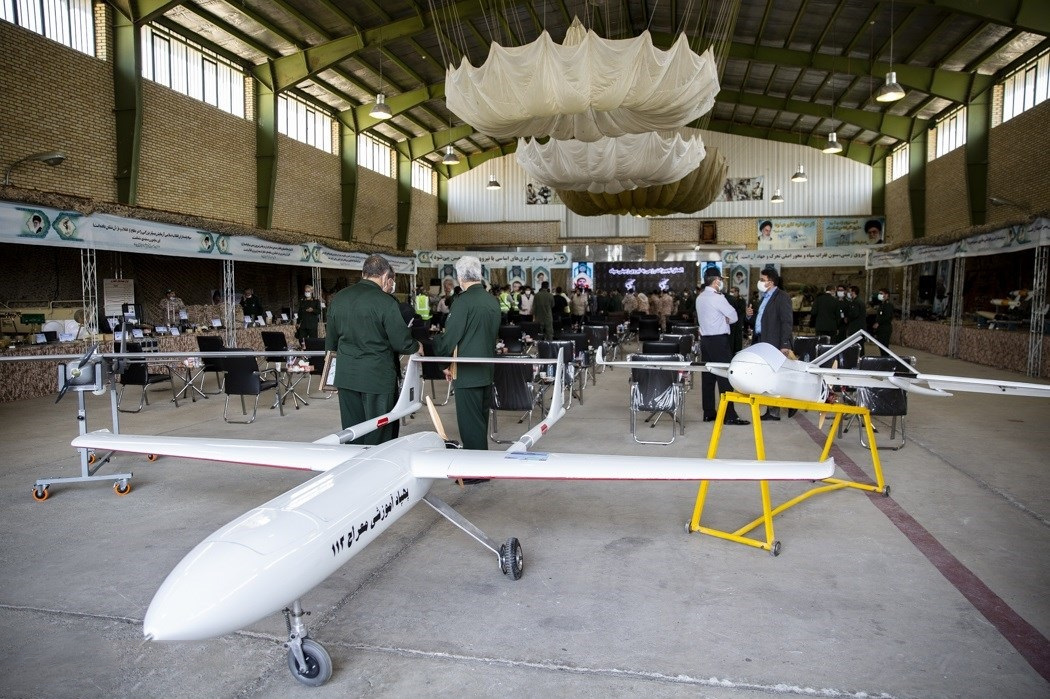
طائرة معراج الاستطلاعية الإيرانية التي تم تزويدها بصواريخ قائم 114

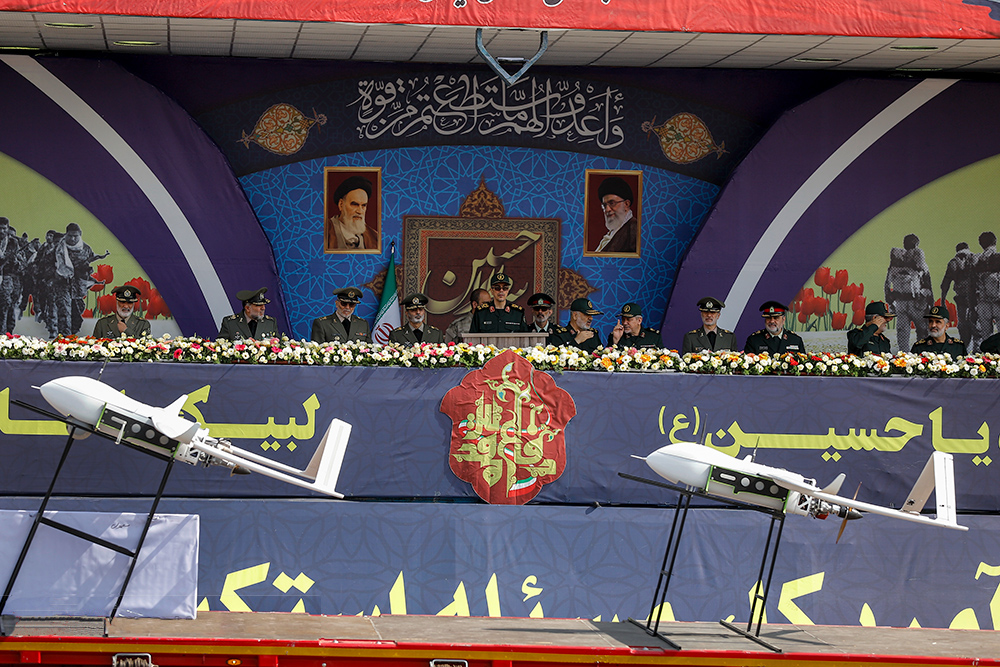
طائرة معراج الاستطلاعية